# 池田裕一 (物理学者)
池田 裕一（いけだ ゆういち、1961年〈昭和36年〉 - ） は、日本の物理学者、学際的研究者。京都大学大学院総合生存学館教授。データ科学・ネットワーク科学・計算科学を用いたグローバル問題の分野横断的研究を研究テーマとし、社会物理学・経済物理学、複雑系科学、エネルギー安全保障、電力システム解析などを研究する。

## 人物・経歴
1989年（平成元年）九州大学大学院理学研究科物理学専攻博士課程修了。ブルックヘブン国立研究所での原子核物理学の研究で九州大学より理学博士号を授与される。
日本学術振興会特別研究員として東京大学原子核研究所で高エネルギー物理学研究に従事。1990年、日立製作所に入社（2011年まで在籍）、日立総合計画研究所で研究員から主任研究員に進み、スーパーコンピューティングによる課題解決に従う。この間、1997年カリフォルニア大学バークレー校客員研究員となりプラズマ計算物理学を研究、2009年から2011年にかけて国際エネルギー機関コンサルタントを務め、スマートグリッドなどのエネルギー政策について研究。
2011年（平成23年）東京大学生産技術研究所特任准教授。2012年より京都大学大学院総合生存学館教授となり、「総合生存学」を掲げる分野横断的研究教育機関の設立準備に携わる。2015年京都大学大学院総合生存学館副学館長。2019年京都大学大学院総合生存学館専攻長。

## 主な著書

### 編著書
- 『実践する総合生存学』（京都大学学術出版会、2021年）

### 共著
- 『パレート・ファームズ－企業の興亡とつながりの科学－』（日本経済評論社、2007年）[5]
- 『経済物理学』（共立出版、2008年）[5]
- 『50のキーワードで読み解く経済学教室』（東京図書、2011年）[5]
- 『総合生存学』（京都大学学術出版会、2015年）[5]

### 共訳書
- 『ネットワーク科学―ひと・もの・ことの関係性をデータから解き明かす新しいアプローチ―』（共立出版、2019年）[5]